# البرت ماراما
البرت ماراما (انگلیسی: Albert Marrama؛ زادهٔ ۱۸ فوریهٔ ۱۹۸۳) بازیکن فوتبال اهل اسپانیا است.
از باشگاه‌هایی که در آن بازی کرده‌است می‌توان به باشگاه فوتبال هرکولس و باشگاه فوتبال نئا سالامیس فاماگوستا اشاره کرد.
وی همچنین در تیم‌های ملی فوتبال زیر ۱۹ سال اسپانیا و زیر ۲۰ سال اسپانیا بازی کرده‌است.